# Stephen Bishop
Earl Stephen Bishop (San Diego, 14 de novembro de 1951) é um cantor, compositor, guitarrista e ator estadunidense.  Seus maiores sucessos incluem On and On, It Might Be You e Save It for a Rainy Day. Ele já contribuiu musicalmente em muitos espetáculos, incluindo National Lampoon's Animal House.

## Vida e carreira
Bishop nasceu e cresceu em San Diego, Califórnia. Originalmente um clarinetista, ele convenceu seu irmão para lhe comprar uma guitarra depois de ver os Beatles no The Ed Sullivan Show. Em 1967, ele formou seu primeiro grupo, The Weeds, uma banda de estilo Invasão Britânica. 

## Discografia

### Álbuns de estúdio
- Careless (1976)
- Bish (1978)
- Red Cab to Manhattan (1980)
- Sleeping with Girls (1985; somente na Ásia)
- Bowling in Paris (1989)
- Blue Guitars (1996; lançado no Japão em 1994 com a capa e as faixas diferentes)
- Happy Bishmas (2002; relançado em 2003 com a capa diferente)
- Yardwork (2002; lançado no Japão com a capa diferente)
- The Demo Album 1 (2003)
- The Demo Album 2 (2003)
- Fear of Massage: Demo 3 (2003)
- Stephen Bishop Live (Live in Japan) (2006; somente no Japão)
- America & Friends: Live at the Ventura Theater (2007; somente no Japão)
- Saudade (2007; Lançado somente para um determinado público. Relançado mundialmente como Romance in Rio)
- Romance in Rio (2008)
- Be Here Then (2014)
- Stephen Bishop Live (2014)

### Coletâneas
- Best of Bish (1988)
- On and On: The Hits of Stephen Bishop (1994)
- An Introduction to Stephen Bishop (1997)
- Back to Back (1999; título dividido com Michael Johnson)
- The Millennium Collection (2002)